# Мамула (остров)
Мамула (серб. Mamula; разг. серб. Lastavica) — остров в Которском заливе Адриатического моря, расположенный между полуостровами Луштица и Превлака, напротив города Херцег-Нови (Черногория).

## История
Во времена правления Венецианской республики остров носил название Рондина (итал. Rondina).
В 1853 году австро-венгерский генерал славянского происхождения барон Лазарь Мамула построил на острове занимающую большую часть его территории крепость. Вместе с аналогичными фортами на мысе Арза (полуостров Луштица) и мысе Оштро (полуостров Превлака), возведенными в то же время предположительно также Лазарем Мамулой, она стала частью австро-венгерской системы укреплений для защиты Которского залива от нападения с моря.
Во время Второй мировой войны контролировавшие регион итальянские власти с 30 мая 1942 года разместили на острове концентрационный лагерь.
В 2016 году правительство Черногории, несмотря на возражения бывших узников концлагеря, одобрило планы по преобразованию острова и крепости в отель.

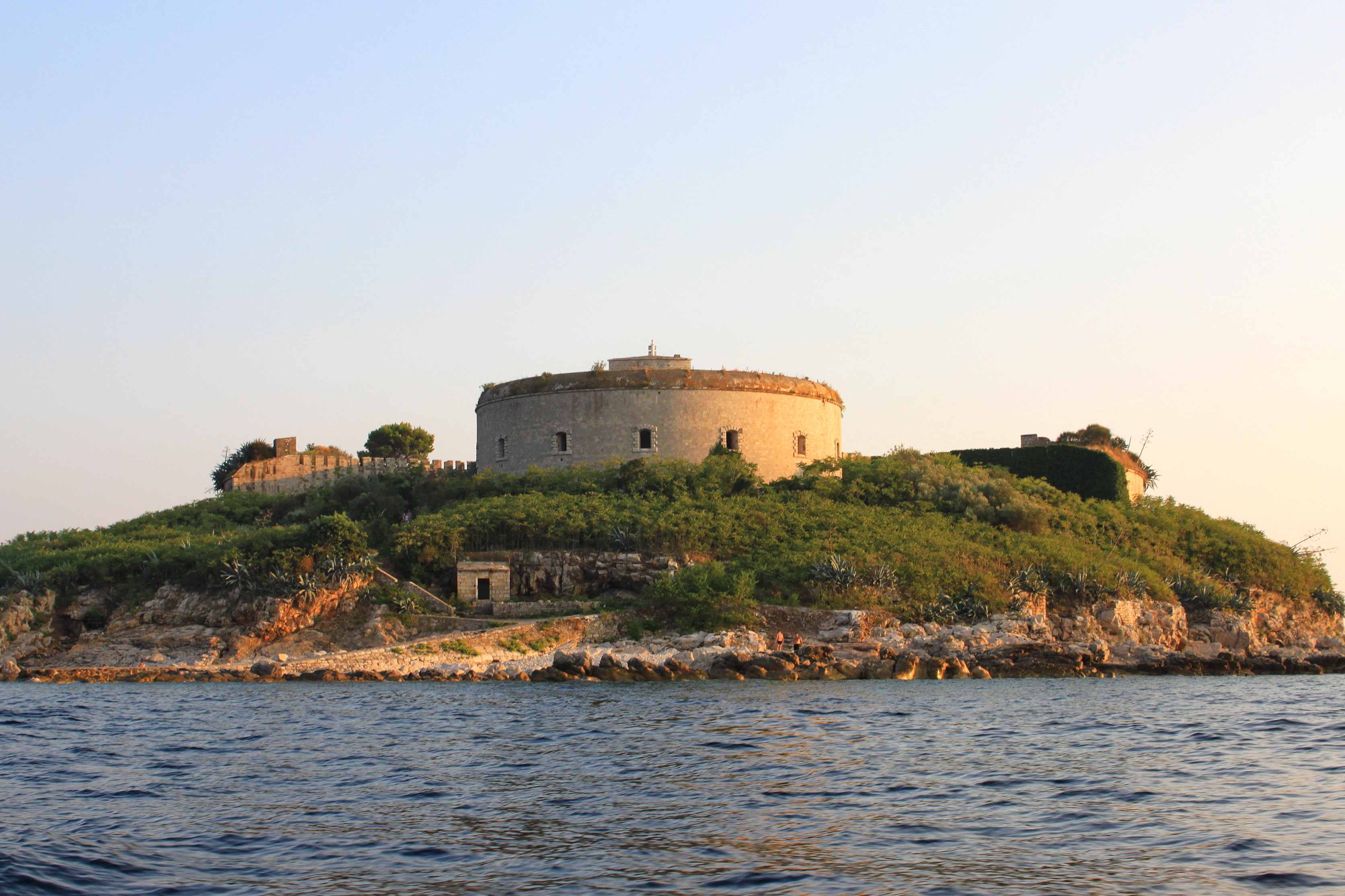
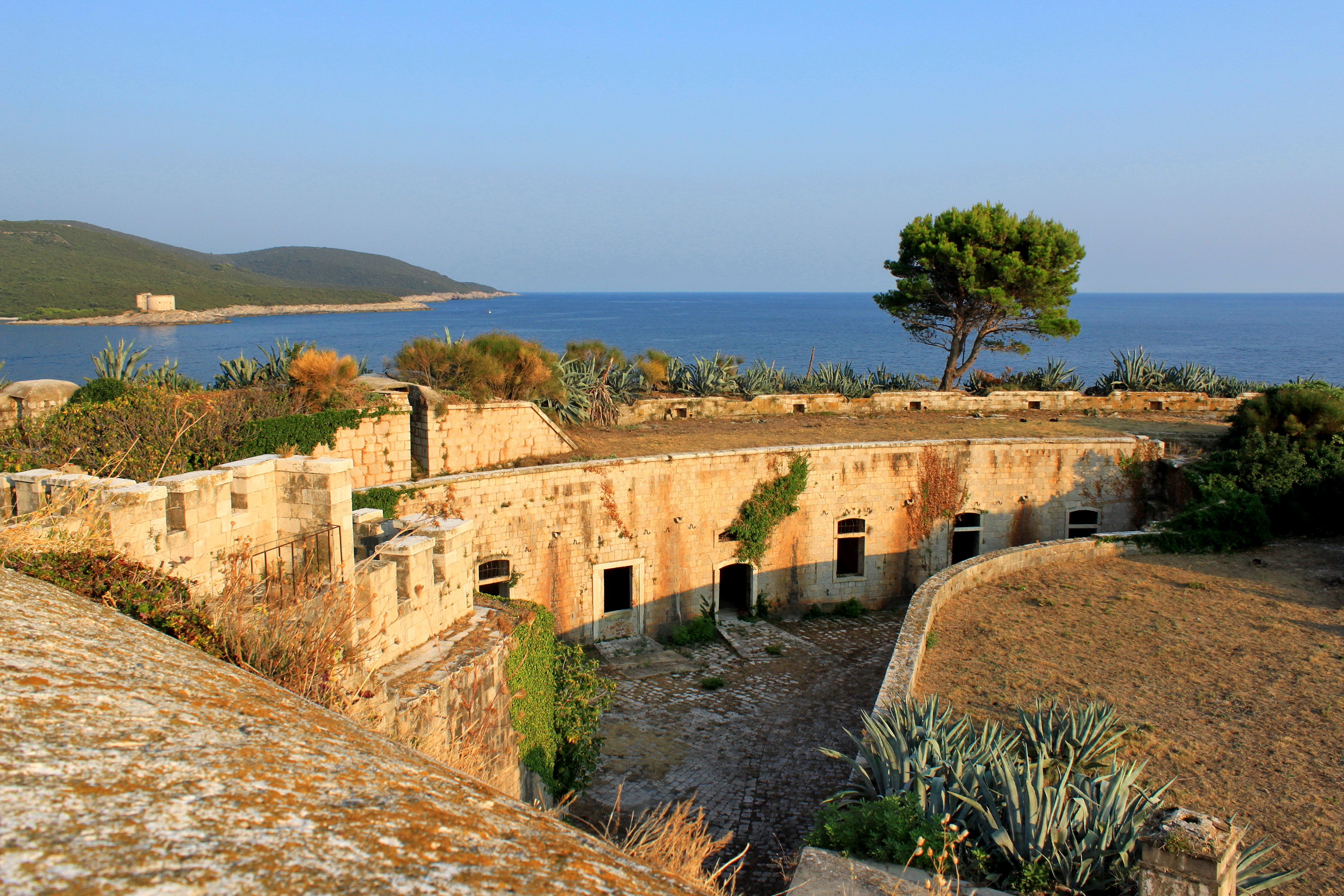
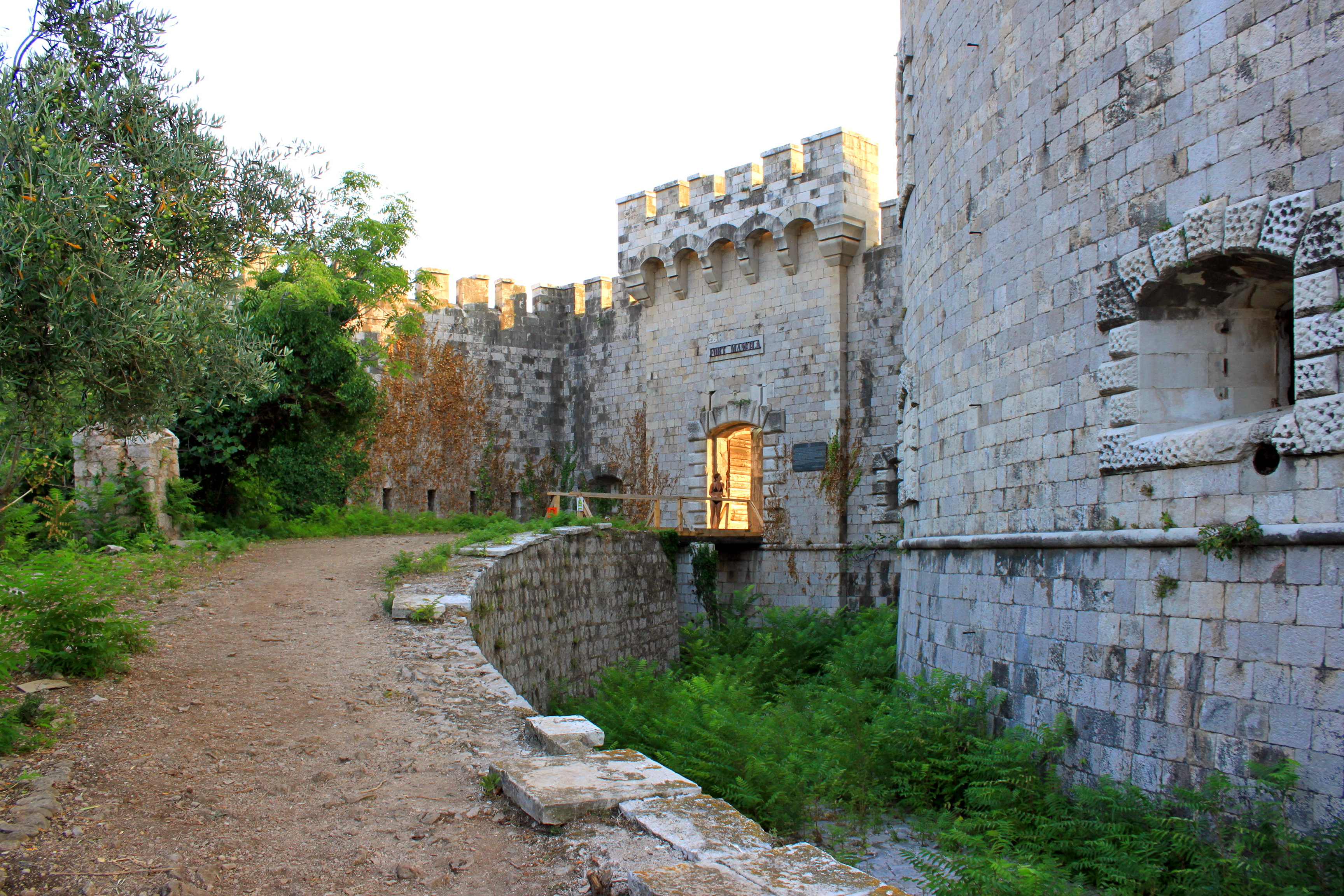

## В культуре
- Югославский фильм «Campo Mamula» (реж. Велимир Стоянович, 1959 год) рассказывает историю концлагеря на острове.[5]
- Сербский фильм «Mamula» (реж. Милан Тодорович, 2014 год) рассказывает пугающую историю о живущей на острове русалке.[6]